# Nuha Jatta
Nuha Jatta, född 22 januari 2003, är en svensk fotbollsspelare som spelar för Ljungskile SK.

## Karriär
I augusti 2016 gick Jatta till Gais. Jatta debuterade i Superettan den 24 juni 2019 i en 3–0-förlust mot Degerfors IF, där han blev inbytt i halvlek mot Niklas Olsson. Han blev då den förste spelaren född 2003 att spela elitfotboll i Sverige. Jatta gjorde sin första Superettan-match som startspelare den 20 september 2019 i en 1–0-förlust mot IK Frej.
I juli 2021 förlängde Jatta sitt kontrakt i Gais fram över säsongen 2023. I augusti 2022 lånades han ut till Lindome GIF på ett låneavtal över resten av säsongen. I februari 2023 värvades han till Ahlafors IF, och efter en säsong där han hade en nyckelroll i Ahlafors och togs ut i talangmatchen "Morgondagens stjärnor" skrev han i januari 2024 på ett tvåårskontrakt med Ljungskile SK.